# Halaphanolaimus minutus
Halaphanolaimus minutus är en rundmaskart som beskrevs av Stekhoven 1942. Halaphanolaimus minutus ingår i släktet Halaphanolaimus och familjen Leptolaimidae. Inga underarter finns listade i Catalogue of Life.